# HD 164595

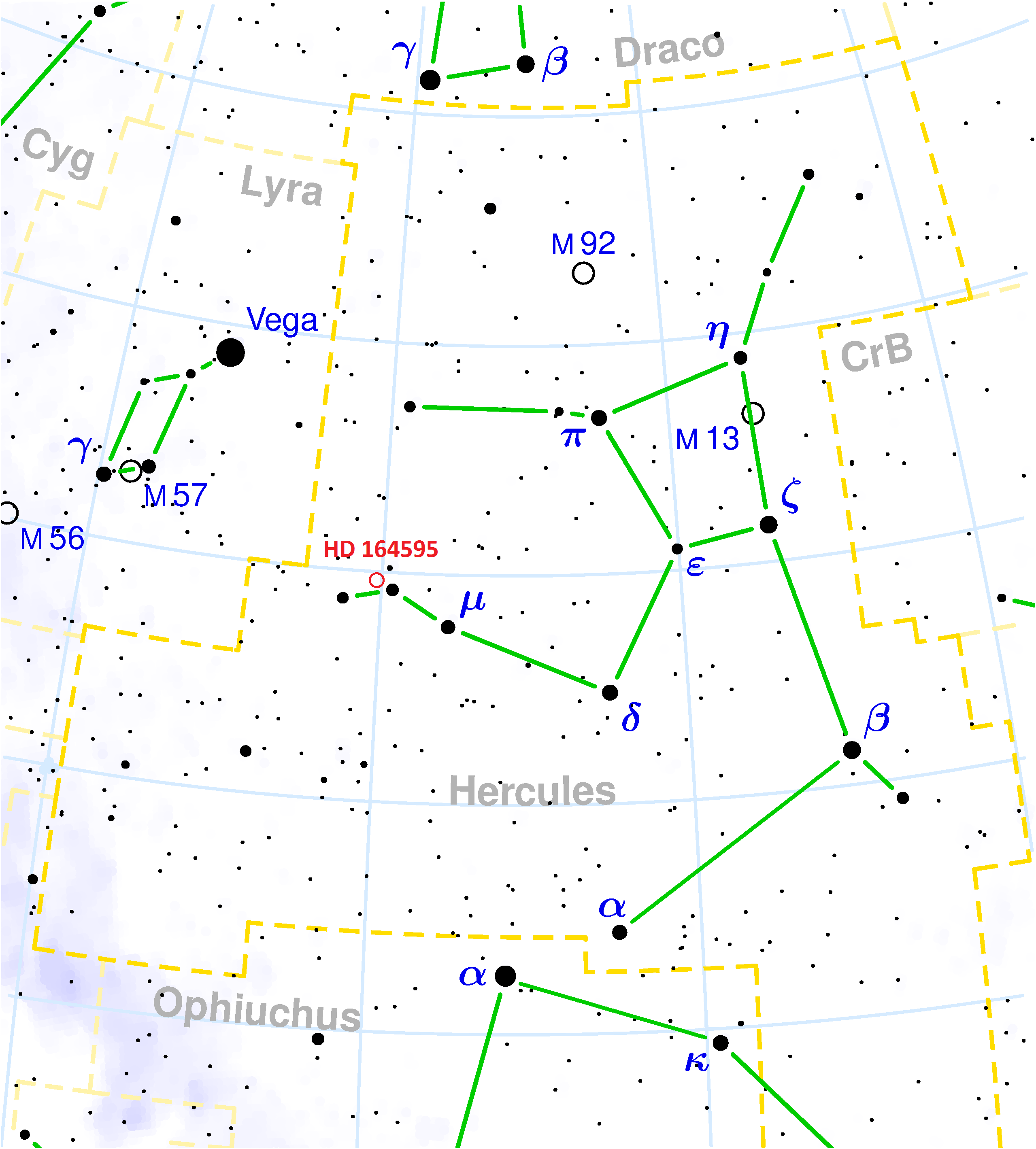
HD 164595 en la constelación de Hércules.

HD 164595 es una estrella del tipo G. Tiene un tamaño aproximado de 0,99 masas solares, una edad estimada de 6300 millones de años y su metalicidad es casi idéntica a la de nuestro sol. Se halla en la constelación de Hércules y a una distancia de 28,927 pársecs (aproximadamente 94,4 años luz) de la Tierra.
Con una magnitud aparente de 7,075, la estrella puede ser encontrada con prismáticos o un telescopio de poder bajo por referencia cercana a Vega en la constelación de Lyra.

## Sistema planetario
HD 164595 tiene un planeta, HD 164595 b; es un exoplaneta confirmado orbitando alrededor de HD 164595 cada 40 días. Tiene una masa equivalente a 16 Tierras.

## Otras designaciones de la estrella HD164595
2MASS: J18003890+2934188          TYC: 2103-1620-1          HIP: 88194          ASCC: 698785

## Datos adicionales de la estrella HD164595
- SIMBAD:

- SimPlay:

- Aladin (necesita Java)

## Comparación con el Sol
Este gráfico compara el Sol junto a HD 164595.
| Identificador | J2000 Coordenadas | J2000 Coordenadas | Distancia(Al) | Clasificación estelar | Temperatura(K) | Metalicidad(dex) | Edad(Ga) | Notas |
| Identificador | Ascensión recta   | Declinación       | Distancia(Al) | Clasificación estelar | Temperatura(K) | Metalicidad(dex) | Edad(Ga) | Notas |
| ------------- | ----------------- | ----------------- | ------------- | --------------------- | -------------- | ---------------- | -------- | ----- |
| Sol           | —                 | —                 | 0.00          | G2V                   | 5,778          | +0.00            | 4.6      | [ 3 ] |
| HD 164595     | 18h 00m 38.9s     | +29° 34′ 19″      | 91            | G2V                   | 5,790          | −0.06            | 4.5      | [ 5 ] |

## Señal candidata de SETI
Una señal de radio de 2.7 cm de longitud de onda (que equivale a 11Ghz) ha sido observada por el equipo de Claudio Maccone en el radio observatorio RATAN-600 en Zelenchukskaya (Rusia) y que procede del sistema estelar HD 164595. Se desconoce si un planeta del sistema estelar está implicado o si podría ser, en cambio, una lente gravitacional de una fuente más distante.
Recibida la señal el 15 de mayo de 2015 y una vez analizada la fuerza de la misma, los investigadores dicen que si procediera de un faro isotrópico, sería de una energía tal que sólo podría proceder de una civilización de tipo Kardasev II. En cambio, si se tratara de una señal centrada en nuestro sistema solar, tendría una energía accesible para una civilización de tipo Kardashev I.
Por desgracia, el método de observación utilizado por el equipo ruso no permite confirmarla. 1. La señal no era persistente. 2. La señal se había ido cuando se procedió a la reobservación. 3. La señal de frecuencia / tiempo / retraso no se puede determinar. 4. La tasa de desplazamiento Doppler de la señal es desconocida. 5. Muchas fuentes de interferencia, incluyendo satélites, están presentes en la banda de observación. 6. La posición espacial es imprecisa. Solo se detectó una vez; en una de las 39 exploraciones que pasaron por la estrella mostró una señal de aproximadamente 4,5 veces la potencia media de ruido. La longitud de onda de 2,7 cm equivale a 11,1 GHz, banda de TV descendente de los satélites geoestacionarios. Esto hace suponer que se captó una señal de algún satélite terrestre interpuesto entre este y el sector de Hércules.

### Informe SETI e iniciativa Breakthrough Listen
Científicos del SETI han publicado a fecha 31-8-2016, un informe preliminar sobre observaciones recientes de HD 164595 usando el radiotelescopio GBT (Green Bank Telescope) perteneciente al incentivo de cien millones de dólares para descubrir signos de vida inteligente en el universo llamada Breakthrough Listen.